# 岷江杜鹃
岷江杜鹃（学名：Rhododendron hunnewellianum ssp. hunnewellianum）为杜鹃花科杜鹃花属下的一个亚种。

## 扩展阅读
- 維基物種上的相關：岷江杜鹃